# Ichnopus serricrus
Ichnopus serricrus is een vlokreeftensoort uit de familie van de Uristidae. De wetenschappelijke naam van de soort is voor het eerst geldig gepubliceerd in 1909 door Walker.